# Mannheimer Liedertafel
Die Mannheimer Liedertafel 1840 e.V. ist der älteste Chor der Stadt Mannheim.

## Geschichte
Die Mannheimer Liedertafel wurde 1840 von Jakob Rauscher, Hofopernsänger des Hof- und Nationaltheaters Mannheim, als Männerchor gegründet. Seit Gründung des Frauenchores 1929 tritt die Liedertafel als gemischter Chor auf. Heute besteht sie aus vier Chören, dem Sinfonischen Chor, dem Jungen Ensemble, dem Frauenkammerchor Carré Chanté und dem Einsteigen!-Chor.

## Der Sinfonische Chor
Der von Ferdinand Dehner geleitete Sinfonische Chor der Mannheimer Liedertafel besteht aus ca. 35 Sängerinnen und Sängern und widmet sich einem breiten Repertoire von klassischer weltlicher und geistlicher Chorliteratur, kleineren mehrstimmigen Chorsätzen und Volksliedern aus aller Welt. Neben dem jährlichen Herbstkonzert tritt der Chor bei diversen anderen kleinen Veranstaltungen auf.

### Ferdinand Dehner
Ferdinand Dehner studiert Musik auf Lehramt an der Musikhochschule Mannheim mit Leistungsfach Dirigieren sowie Bachelor Gesang. Er tritt regelmäßig mit seinem A cappella Sextett EnsembleDing in der Metropolregion Rhein-Neckar auf und singt in mehreren semiprofessionellen Chören in Deutschland wie dem Kölner Kammerchor Consono und dem Stuttgarter Kammerchor Figure Humaine.
Ferdinand Dehner leitet den Sinfonischen Chor der Mannheimer Liedertafel seit Anfang 2020.

## Das Junge Ensemble
Das 2002 gegründete Junge Ensemble der Mannheimer Liedertafel besteht aus ca. 25 Sängerinnen und Sängern, die sich unter der Leitung von Panajotis Ampartzakis vorwiegend mit weltlicher und geistlicher A-cappella-Musik des 16. bis 20. Jahrhunderts beschäftigen. Neben Motetten, Messvertonungen, Madrigalen, romantischen Chorliedern und Volksliedern aus verschiedensten Ländern gehören auch einige Stücke der Pop- und Jazzliteratur zum Repertoire.

### Panajotis Ampartzakis
Panajotis Ampartzakis studierte Chorleitung bei Prof. Georg Grün und Orchesterleitung bei Prof. Manuel Nawri an der Hochschule für Musik Saarbrücken. Seit Januar 2023 leitet er das Junge Ensemble der Mannheimer Liedertafel.

## Carré Chanté
Seit 2017 tritt unter der Leitung von Janette Schmid der ambitionierte Frauenkammerchor Carré Chanté auf, eine Gruppe von Frauen mit unterschiedlichen musikalischen Hintergründen. Viele der Sängerinnen sind ehemalige oder aktuelle Studentinnen der Musikhochschule Mannheim und einige arbeiten mittlerweile als Musiklehrerinnen. Andere sind in nicht-musikalischen Bereichen tätig, verfügen jedoch über langjährige Erfahrungen als Sängerinnen in verschiedenen anspruchsvollen Chören. Das Repertoire besteht hauptsächlich aus klassischer Chorliteratur verschiedener Epochen; von der Renaissance über die Romantik, bis hin zu zeitgenössischen Stücken. Vereinzelt und zu gegebenen Anlass finden auch Jazz/Pop-Arrangements Einzug in das Programm.

### Janette Schmid
Nach ihrem Schulmusikstudium an der Musikhochschule Mannheim absolvierte Janette Schmid den Masterstudiengang Kinder- und Jugendchorleitung an der Hochschule für Musik, Theater und Medien Hannover. Seit 2014 hat sie einen Lehrauftrag für Kinderchorleitung an der Pädagogischen Hochschule Ludwigsburg inne. Als Sängerin ist sie im Vokalensemble Filsbach Consort und im Jungen Kammerchor Rhein Neckar aktiv.
2017 gründete Janette Schmid den Frauenkammerchor Carré Chanté der Mannheimer Liedertafel, den sie seitdem mit großer Freude leitet.

## Einsteigen!-Chor
Unter der Leitung von Viktoriia Khaievska singen die Leute, die wenig oder gar keine Chorerfahrung haben, im Einsteigen!-Chor zusammen.

## Auszeichnungen
- Zelter-Plakette des Deutschen Bundespräsidenten
- Schubert-Plakette des Badischen Sängerbundes
- Schiller-Plakette der Stadt Mannheim
- Conradin-Kreutzer-Tafel des Landes Baden-Württemberg